# うつりぎ七恋天気あめ

『うつりぎ七恋天気あめ』（うつりぎななこいてんきあめ）は、キャラメルBOXより2007年2月23日に発売されたアダルトゲーム作品。「うな天」と略される。
歴史情緒あふれる街で繰り広げられる、ちょっと不思議な学園ロマンティックストーリー。

## 発売歴
- 2007年2月23日 - Windows用初回版 発売。特典は絵本「ももたろう」。
- 2007年3月16日 - Windows用通常版 発売。
- 2007年10月19日 - Windows用DVD-ROM版『キャラメルBOX やるきばこ2 エピソードV:やるきねこの逆襲』発売。おまけシナリオ収録。
- 2009年9月18日 - Windows用DL版 発売（オフィシャルDLストア・DLsite.com）。

## ストーリー
古き良き時代の足跡を多く残した街、八阿多。そこで人気の甘味処「八千」の息子で八阿多学園の二年生・八千古島蓮は、妹の華や親友の天矢鮎乃、そして彼を「ご主人様」と呼ぶ三匹の喋る子狐、三匹を生み出した妖狐の少女・明松月砂らと、少々風変わりだが平穏な日々を過ごしていた。
初夏のある日、学園の「七不思議委員会」の活動で夜の校舎を徘徊していた蓮の前に、空から魔女装束でホウキに乗った美少女が現れる。魔法の国からの留学生エリン・グィディルと名乗る少女は、成り行きで蓮の家に同居する事となる。さらに蓮と同じクラスとなり、八阿多の歴史・風習に興味を持ち「七不思議委員会」に加わるエリン。
さらに多くの少女との出会い、そして数々の八阿多の不思議が蓮を待ち受けていた。

## キャラクター
八千古島 蓮（やちこじま れん）
主人公。八阿多学園二年生。甘味処「八千」を営む両親と妹・華、そして人語を話す三匹の子狐と暮らしている。小柄な体躯と童顔、人当たりの良い性格で周囲から可愛がられ（いじられ）るタイプ。成績優秀だが運動は苦手。道を歩いている時に美容院のビラを渡されたり、鮎乃に連れられた女性用下着売り場で、店員に女の子と間違えられて商品を勧められた経験あり。キツネ寿司作りが得意で、その味は料理自慢の華でさえ再現できないほど。実の父親は幼少時に病死している。
エリン・グィディル
声 - 青山ゆかり
魔女。「彼の国」（魔法国）からやって来た留学生で、成り行きで蓮の家に同居する事になる。外の世界にあこがれて留学資格を得るため勤勉した努力家で、日本語を流暢に話したり、こちらの世界の文化や慣習にも詳しい。ホウキで空が飛べるものの高所恐怖症で、さらに極度の近眼。下級ながら貴族の血を引いており高貴な優雅さを感じさせる反面、何事にも負けず嫌いで意地っ張りな所がある。バストサイズにコンプレックスを抱いている。
明松 月砂（かがり かずさ）
声 - 内野ぽち
蓮のクラスメイト。いつも眠そうにしていてあまり他者と関わらないタイプ。実は狐の妖怪（妖狐だがお稲荷でもある）であり、稲継魂神社に祀られている「稲継魂大神」本人である。十年前に怪我を負っていた所を蓮に救われ、以来蓮や人間達と関わりを持つようになった。蓮に従属している子狐たちの創造者。八阿多学園中庭の大樹の中に自分の家とも言うべき異世界を持っている。蓮の作るキツネ寿司が大好物。
鷺ノ宮 ひより（さぎのみや ひより）
声 - 大花どん
学園の新入生。名家の一人娘だが外見も中身も子供っぽく、猪突猛進で人懐っこい性格で知られている。納豆に異常なこだわりを持っており、昼は購買部のパン業者に特別に作らせた「ノリ納豆サンド」を常食している。蓮の事を「やっちー先輩」と呼ぶ。
井荻 智香（いおぎ ちか）
声 - 鈴美巴
学園の三年生でひよりのお目付役。ひよりのボケに容赦ない鉄拳ツッコミをかます。クールで辛辣な言動で近づき難く見られるが、実は大の甘党で、彼女手製のカレーはひより曰く「蜂蜜スープ」。身嗜みや流行には全く無頓着だが、料理（味付け除く）や裁縫が得意という女性らしい部分もある一方、武道も嗜んでいて屈強な男数人を相手に立ち回りを演じている。
亜多良 巫鳥（あたら みどり）
声 - 戸沼ゆず
学園の三年生で、稲継魂神社の巫女。占い研究会所属。学園内でも巫女装束で活動する事があり、その筋のファンが多い。神職にある事への義務感が強く、かなりストイックな性格。横文字が苦手で、同意の和文（抹茶オレ⇒抹茶牛乳、鞠、排球など）に言い換えて喋る奇癖がある。
天矢 深雨（あまや みう）
声 - 茶谷やすら
学園の養護教諭。そのやる気の無さでつとに知られ、保健室で携帯ゲーム機に興じているために生徒達には「ひきこもりの保険医さん」と呼ばれている。かなりの天然で甘えん坊気質。蓮とは妹の鮎乃を通じて昔からの知り合いで、携帯で呼びつけては色々と雑用を押しつけてくる。無類のゲーム好き（ゲーマー）で、夜中まで遊んでは、翌日学校に遅刻しそうになる。
八千古島 華（やちこじま はな）
声 - 安玖深音
蓮の義妹。幼少時に実の母親と兄を事故で亡くし、その後父親と蓮の母親が再婚した（華の父と蓮の母は元々従兄弟同士であり、華と蓮は血縁上ははとこに当たる）。甘味処「八千」の看板娘で、彼女手製の「季節のあんみつ」は店の人気メニュー。表向きの顔は人当たりの良い優等生だが、信頼する兄の前でだけはぐうたらな本性を見せる。
天矢 鮎乃（あまや あゆの）
声 - 柚木かなめ
蓮の親友。女性ながら男性的な外見と言動で、女生徒の間で宝塚的な人気を持つ。自身も可愛い女の子に目が無く、不特定多数の相手と交際中らしい。ナルシストで文武両道だが、昆虫とヒトデとイソギンチャクと姉・深雨だけは苦手。傍若無人な振る舞いの中にも細やかな気遣いを見せる。
豊阿弥 文子（ほうあみ ふみこ）
声 - 北都南
蓮のクラスの委員長で生徒会役員（書記）。おデコ・メガネ・三つ編み標準装備。強気で生真面目な性格で騒がしいのが苦手。蓮や鮎乃とは小学校以来の付き合いで、蓮に恋心を抱いている。鮎乃とはどうにも噛み合わない。本編では攻略対象外であったが、「キャラメルBOX やるきばこ2 エピソードV:やるきねこの逆襲」収録の「恋蛍」では彼女が主人公となっている。
霍野 茉清（つるの まきよ）
声 - 本山美奈
蓮のクラスの担任教師。帰国子女で英語が堪能だが現国担当。気さくな性格と明解な授業で生徒の人気も高いが、時々ささいな拍子に自分の世界に入り込んでしまう癖があり「皆死ねばいいのに…」と言っては周囲の空気を凍らせている。深雨とは大学の同窓生。自動車通勤で、ゴールド免許を昨年交付されたらしい。学校に遅刻して来た理由（飛び出した老婆を避けようとして、ガードレールと接触事故を起こした後、様子がおかしい老婆を最寄りの病院へ送るべく、警察へ通報せず、追跡して来たパトカーを振り切って病院まで爆走、その後轢き逃げ＋道路交通法違反の容疑で警察に連行されたが、目撃者が名乗り出たため事なきを得た）を説明した際に、「愛車（バンプラ）のバンパーとヘッドライトを犠牲にした」と語っている。
亜多良 静鶴（あたら しずる）
声 - 内野ぽち
巫鳥の姉。やはり稲継魂神社の巫女。妹とは対照的に気さくで世俗的な性格。一時期家業を嫌ってレディースだった事もある。巫鳥をとても大切に思っており、その数少ない友人となった蓮を気に入っている。
狐春（こはる）、狐夏（こなつ）、狐冬（こふゆ）
声 - 北都南
蓮に従属する人語を解する子狐達。元気なリーダー格の狐夏、読書好きで冷静な狐春、臆病で甘えん坊の狐冬の3匹。実は月砂が創り出した妖精であり、蓮を護るために貸与されている。イタズラ好きであまり役には立っていない。人前では普通のペット（マスコットキャラクター）として振る舞っている。キツネ寿司と卵焼きが好物。

## 舞台・用語
八阿多市（やあた）
舞台になる某県の地方都市。交易の中心として栄えた商人の町。山地を背にして海に向かった地形。江戸時代には為政者の手厚い保護を受け、商都として区画整理が為され、全国に知られるようになった。
面積約120.37㎢、人口は約6万3000人。旧市街（町の東部）は江戸時代の区画整理そのままの整然とした町並みだが、北部には無秩序に開発された住宅地が広がる。坂の町としても有名。後述する伝統的建造物群保存地区が観光名所として知られている。南部の沿岸部の豊かな海産物が町並み保存の費用になっていたが、近年は赤潮の被害もあって収益が激減し、観光に力を入れている。本編の鮎たちの話によれば昔から水害に悩まされて来た土地で、さらに活断層か存在するため地震もそれなりに多い土地である。
伝統的建造物群保存地区
二十年前に指定された八阿多東地区のこと。現実世界の重伝建に当たる。漆喰の壁や町屋作りの建物が立ち並ぶ光景が特徴。いわゆる碁盤目状の町並みをしており、地区を三つ（左区、中区、右区）に分けるように水路が流れている。中央には戦前までは稲継魂神社が立っていたが、現在は移転しており、代わりに八阿多学園が立地している。
八阿多学園
主人公たちの通う県立学園。住所は八阿多市東中区中央。合格者の平均偏差値は65で県内屈指の進学校として知られる。現校舎は三年前に新築されたもの。生徒数は約500人程度の中規模校。制服は女子は白のセーラー服、男子はワイシャツに赤ネクタイを採用している。
立地場所が先述の伝統的建造物群保存地区に当たるため、景観に配慮して補強材として鉄筋コンクリートを用いつつも木造校舎になっている。生徒の自主性を重んじる校風を謳い、学校行事においては生徒会がほぼ全ての権限を握っているが、課外活動を義務化するなど校風との若干の齟齬が存在している。
なお、校則では携帯ゲーム機の持ち込みは禁止されているが、なぜか保健室からしばしばゲームの電子音が聞こえるらしい。
八千（やち）
主人公の実家の甘味処。住所は同市左区中央。観光客の多い中心部から若干外れた閑静な住宅街にある。地元密着型の小規模店舗だが、インターネットなどを介した口コミによって客層が広がり、観光客が来ることも多い。甘味を抑えた餡が店の商品の特色で、その餡を使ったあんみつが人気メニュー。
稲継魂神社（いなつぐたまじんじゃ）
市の北部丘陵地帯に建設された神社、元々は八阿多東の中心部に立っていたが、戦災によって消失。焼け跡は長年放置されていたが、戦後に先述の八阿多学園が立てられ、神社は北部に移築された。祭神は「稲継魂大神」と「火火結乃命」。
水鶏口水路（くいなぐちすいろ）
市内を三等分する二本の水路。地元では単に水路というとこの水路を指す。市東部の庵原川から引かれ、古くは水運の要として市の発展を支えた。現在は陸運が主流のため、交通路としての役割を終えているが、水路沿いの二本の大通り（後述）と並ぶ観光名所となっている。
東通り、西通り
水路沿いの二本の幹線道路。車の通行も可能だが、観光客に配慮するためか厳しい侵入規制と速度規制が布かれている。沿道には観光客向けの店舗が軒を連ね、屋台も出店されている。通りを南北に端から端まで歩けば町並みを堪能できる。
八阿多海岸
市の南部に位置する海岸。猫の額と揶揄されるほど狭く、観光客もほとんど来ないが、地元民に愛されている。
彼の国
エリンの母国。別名「魔女の国」。正式な国名や位置は不明。理想郷とされているが、詳細や実態は一切不明。エリン曰く「山と森ばかりの貧相で何もない国」、「排他的な国」らしい。
七不思議
八阿多学園で存在が囁かれる七つの不思議。いわゆる学校の怪談のようなもので、元々は八阿多の言い伝えが元ネタになっている。しかし生徒たちによって新しいものが付け加えられたり、数あわせのため除外された挙げ句、創立当初からの不思議は二十に及んでいる。また内容も当時の世相や流行を色濃く反映している。
課外活動
学園に定められた部活や委員会のこと。授業外なの時間を束縛されることになる上義務化されているため、生徒からは不満の声があるが、一部の不熱心な活動が事実上黙認されていることである種の緩衝材になっている。主人公たちが属する「七不思議委員会」はその典型例。
きつね寿司
八阿多の郷土料理。いわゆるいなり寿司のことだが、一般に知られるいなり寿司と異なり、俵状にせず三角形にするためこう呼ばれる。元々先述の「稲継魂大神」が古くからこの地方の守り神（土地神）として祀られており、その姿が狐の化身（いわゆるお稲荷さん）だったため、その供物をいつの間にか調理するようになったことに由来する。祭の時期には各家庭でも作られるため、「八阿多のお袋の味」とも言われる。蓮の得意料理の一つ。

## スタッフ
- シナリオ - ほしまる、森林彬、橘ぱん、嵩夜あや
- キャラクターデザイン・原画 - のり太
- CG監修 - カヴ
- CG制作 - アマクラ・南幸紀・とび・柳・クロサキ・カヴ
- SDキャラクターデザイン・原画 - クロサキ
- 音楽製作 - Angel Note
- BGM - 森まもる (Angel Note)
- 背景制作 - 草薙・瀬尾辰也
- 背景差分制作 - 神威光司・瀬尾辰也
- ムービー制作 - 神月社 (Mju:z)
- プログラム - なかまる・電柱一家
- スクリプト - ほしまる・嵩夜あや・森林彬・なかまる
- デザインワーク - デザインワークショップ スクアドラ
- 音声収録 - 松沼廣有 (H.B STUDIO) ・西村光平（同）
- セールスプランニング - 小山秀一（ホビボックス株式会社）
- セールスプロモーション - 村敏彦（ホビボックス株式会社）・加藤伸也（同）・黒澤幸介（同）
- 販売営業 - 竹中政史（ホビボックス株式会社）・一宮広和（同）・齋藤祐一郎（同）・服部真人（同）・安西伸太郎（同）・ファンタ♪♪（同）・岸哲也（同）
- 広報 - はむこ
- WEB広報 - さじたひかる
- デバッグ - 株式会社ドリームス・キャラメルBOX
- Special Thanks - 銭取・ごきち・M.S
- エグゼクティブプロデューサー - 倉崎克之（ホビボックス株式会社）・渡邊憲博
- プロデューサー - エノモト
- 制作協力 - ホビボックス株式会社
- ディレクター - ほしまる

## 楽曲
OP「I will…!」
歌・作詞 - 榊原ゆい / 作曲 - 佐々倉 マコト (Angel Note) / 編曲 - 井ノ原 智（同）
ED「Spell」
歌・作詞 - 榊原ゆい / 作・編曲 - kala (Angel Note)
挿入歌「Just I wish」
作詞 - 中山♥マミ (Angel Note) / 作・編曲 - 椎名 俊介（同） / 歌 - 榊原ゆい

## その他
- 初回版同梱の絵本「ももたろう」は、キャラメルBOX第4作『処女はお姉さまに恋してる』の初回版に同梱されていた「ツンデレラ」（「大きい少年少女世界名作の森 18」）のシリーズ第1巻という形になっている。内容は同名の物語「ももたろう」のパロディだが、挿絵は前述の「ツンデレラ」を担当したヨダではなくクロサキが担当している。
- 発売日直前にメーカーサイトで初回限定版のロットアップと完売が発表された。その後、2007年3月16日に通常版が発売されている。
- シナリオが複数名での分担となっているため、それぞれのストーリー間の関連が希薄な部分がある。
- 「TECH GIAN」2007年2月号に同誌オリジナル体験版としてエリンルートの後日談シナリオ（Hシーンあり）が収録されており、製品版にも同じ物がスタッフルームに収録されている。
- 2007年10月19日発売のファンディスク『キャラメルBOX やるきばこ2 エピソードV:やるきねこの逆襲』に、文子を主人公にした追加シナリオ「恋蛍」が収録されている。
- 当初は「うつりぎ」と「天気あめ」の頭文字2つを取って「うつ天」になる予定だったが、「鬱天」と読めて縁起が悪そうだったので「うな天」と呼ばれるようになった。

## 関連商品

### CD
tournesol うつりぎ七恋天気あめ オリジナルサウンドトラック
2007年3月23日発売。

### カードゲーム
Lycee
シルバーブリッツのトレーディングカードゲーム、Lyceeに参戦している。収録エキスパンションは、CARAMEL BOX1.0など。